# ميخائيل تايلور (مصمم أثاث)
ميخائيل تايلور (بالإنجليزية: Michael Taylor)‏ هو مصمم أثاث ‏ أمريكي، ولد في 1927 في موديستو في الولايات المتحدة، وتوفي في 3 يونيو 1986 في سان فرانسيسكو في الولايات المتحدة.